# Сверчок-Сабуров, Тимофей Константинович
Тимофей (Замятня) Константинович Сверчков-Сабуров (?—1514)— московский дворянин, воевода на службе у московского князя Василия III.

## Происхождение и семья
Дворянин из рода Сверчковы-Сабуровы – потомок в VII колене татарского мурзы Чета. Третий из пяти сыновей Константина Фёдоровича Сверчка-Сабура, дядя великой княжны московской Соломонии Юрьевны.

## Служба
До мая 1505 года был наместником в Вятке.
В июне 1514 года был воеводой сторожевого полка в Великих Луках, привёл его под Оршу, где принял участие в Оршанском сражении, в котором русская армия была разгромлена литовской под командованием гетмана К. И. Острожского. Был убит в этом сражении.